# Dynamic Causal Modelling
Dynamic Causal Modelling (DCM) bezeichnet eine Methode zur Interpretation von Daten der funktionellen Magnetresonanztomographie. Das Verfahren wurde im Jahre 2003 entwickelt und ist Teil der Analysesoftware SPM.
Eine Vielzahl wissenschaftlicher Artikel zum Thema DCM wurden am Wellcome Centre for Human Neuroimaging in London veröffentlicht.